# Reginald Arnold
Reginald Arnold (Murwillumbah, 9 oktober 1924 – Nerang, Queensland, 23 juli 2017) was een Australisch wielrenner, voornamelijk actief als baanwielrenner.

## Biografie
Arnold was professioneel wielrenner van 1946 tot 1963. Hij was vooral succesvol als baansprinter en zesdaagse wielrenner. Hij was ook enkele jaren actief als wegrenner, maar dan voornamelijk in zijn thuisland Australië.
Hij heeft in totaal 103 zesdaagsen verreden, waarvan hij er 16 als winnaar heeft afgesloten. Hij neemt hiermee een gedeelde 37e plaats in op de lijst van meeste overwinningen. Van deze overwinningen heeft hij er 6 behaald met zijn landgenoot Alfred Strom en 5 met de Italiaan Ferdinando Terruzzi.
Samen met Terruzzi heeft Reginald Arnold eveneens een Europese titel koppelkoers behaald in 1957.
Hij werd 92 jaar.

## Overzicht Zesdaagse overwinningen
| Nr. | Jaar   | Zesdaagse van | Samen met                              |
| --- | ------ | ------------- | -------------------------------------- |
| 1.  | 1949   | New York      | Alfred Strom                           |
| 2.  | 1950-1 | Berlijn       | Alfred Strom                           |
| 3.  | 1950-2 | Berlijn       | Alfred Strom                           |
| 4.  | 1951   | Antwerpen     | Alfred Strom                           |
| 5.  | 1952   | Antwerpen     | Alfred Strom                           |
| 6.  | 1952   | Londen        | Alfred Strom                           |
| 7.  | 1955   | Parijs        | Sid Patterson en Russell Mockridge     |
| 8.  | 1956   | Antwerpen     | Stan Ockers en Jean Roth               |
| 9.  | 1956   | Gent          | Ferdinando Terruzzi                    |
| 10. | 1957   | Antwerpen     | Ferdinando Terruzzi en Willy Lauwers   |
| 11. | 1957   | Dortmund      | Ferdinando Terruzzi                    |
| 12. | 1958   | Antwerpen     | Rik Van Steenbergen en Emile Severeyns |
| 13. | 1958   | Gent          | Rik Van Looy                           |
| 14. | 1959-2 | Zürich        | Walter Bucher                          |
| 15. | 1961   | Essen         | Ferdinando Terruzzi                    |
| 16. | 1961   | Milaan        | Ferdinando Terruzzi                    |

| Aantal | Samen met |
| ------ | --- |
| 6      | - Alfred Strom |
| 4      | - Ferdinando Terruzzi |
| 1      | - Sid Patterson - Russell Mockridge - Stan Ockers - Jean Roth - Willy Lauwers - Rik van Steenbergen - Emile Severeyns - Rik van Looy - Walter Bucher |

## Overwinningen en ereplaatsen in wegwedstrijden
1953
- 1e in Gouldbourne - Sydney
- 3e in eindklassement Herald Sun Tour
- 2e in Tour of the West, New South Wales

1954
- 1e in 3e etappe Sydney - Melbourne
- 2e in eindklassement Sydney - Melbourne
- 1e in Ronde van Echuca, Victoria
- 1e in eindklassement Ronde van Tasmanië

## Ploegen
- 1951 · Terrot-Wolber
- 1952 · Raleigh Cycles-Dunlop
- 1955 · Rudge
- 1956 · Rudge-Whitworth
- 1957 · Crescent
- 1957 · Carpano-Coppi
- 1958 · Van Eenaeme-Coppi
- 1959 · Plume-Vainqueur
- 1961 · Ignis
- 1962 · Ignis-Moschettieri
- 1963 · Ignis